# 中山伊知郎

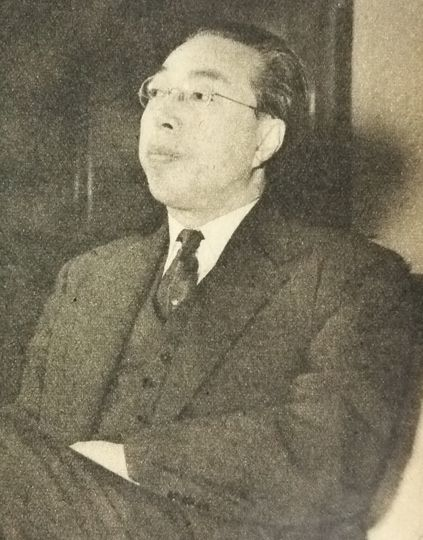

中山伊知郎（日语：中山 伊知郎/なかやま いちろう，1898年9月20日—1980年4月9日），是一位日本经济学家。

## 生平
父亲中山朝之助出生于福岛县磐城市，之后来到伊勢市创建新闻社担任主编。1898年出生于三重县，1923年毕业于東京商科大学（现一桥大学）师从福田德三，之后留校任教。1927年赴德留学进入波恩大学，和東畑精一师从约瑟夫·熊彼特。1939年凭借论文《発展を含む経済均衡の性質に関する一研究》获得经济学博士。1933年升任助教授、1937年升任教授。1949年担任一桥大学校长。还担任横滨专门学校（现神奈川大学）经济学讲师。1950年担任中央劳动委员会会长，1956年担任产业计划会议委员。1959年担任政府税制调查会会长，1961年担任日本统计学会会长。1964年担任一桥大学名誉教授。1968年担任初代日本经济学会会长，1973年担任初代社会经济国民会议议长。1974年担任放送文化基金初代理事长。1977年担任初代日本计划行政学会会长。

## 家庭
长女是童谣作家、翻译家中山知子。次女婿是经济官僚垣水孝一。

## 荣誉
1963年至1980年被选为日本学士院会员。1968年被选为文化功勞者。第4期日本学术会议副会长。勲一等瑞宝章受章。